# Huub Stapel

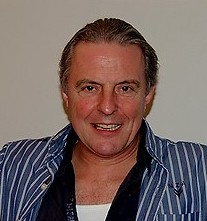
Huub Stapel

Hubertus Wijnandus Jozef Marie Stapel  (* 2. Dezember 1954 in Tegelen, Limburg) ist ein niederländischer Schauspieler, der vornehmlich in seiner Heimat, aber auch in Deutschland, durch Kino-, Theater- und Fernseh-Produktionen bekannt wurde.

## Werdegang
Stapel kam nach kleineren Rollen am Theater schließlich zum Film, wo er vor allem in den 1980er Jahren zu einem der bekanntesten niederländischen Kinostars wurde. Dabei war vorrangig die Zusammenarbeit mit Regisseur Dick Maas von Vorteil, in dessen Filmen er meist in der Hauptrolle auftrat, so zum Beispiel in Fahrstuhl des Grauens, Verfluchtes Amsterdam, Flodder – Eine Familie zum Knutschen sowie dessen Fortsetzung. Die beiden letztgenannten Streifen, in denen er den prolligen Kleinganoven Johnny Flodder verkörperte, waren gleichzeitig seine bekanntesten Rollen.
Da Stapel neben seiner Muttersprache auch fließend Deutsch beherrscht, wurde er auch für deutsche Kinofilme gecastet. Nach seiner ersten großen Rolle als Gangsterboss Frank Beluga in Knockin’ on Heaven’s Door folgten Engagements in Kai Rabe gegen die Vatikankiller sowie Late Show. Im Fernsehen sah man ihn in Episoden der Serien SOKO Kitzbühel, Die Neue – Eine Frau mit Kaliber, Sperling, Ein starkes Team, Stockinger, Alarm für Cobra 11, Das Duo und Tatort.
In seiner Freizeit ist Stapel ein begeisterter Rennfahrer und hat bereits an einigen Prominentenautorennen teilgenommen. Zu seinem 50. Geburtstag am 2. Dezember 2004 heiratete Stapel seine langjährige Lebensgefährtin Resie Jansen, mit der er bereits seit über 30 Jahren zusammen war. Sie sind Eltern von zwei Kindern (* 1991 und * 1994).

## Filmografie (Auswahl)
- 1970: Ende einer Flucht (Vertige pour un tueur)
- 1981: Das Mädchen mit dem roten Haar (Het Meisje met het rode haar)
- 1982: Hedwig: The Quiet Lakes (Van de koele meren des doods)
- 1983: De Weg (Fernsehserie)
- 1983: Willem van Oranje (Fernsehserie)
- 1983: Der schwarze Ritter (De Zwarte ruiter)
- 1983: Fahrstuhl des Grauens (De Lift)
- 1984: Der Skorpion (De Schorpioen)
- 1985: Die Kurve kriegen
- 1985: Der Traum (De Dream)
- 1986: Maria
- 1986: Op hoop van zegen
- 1986: Flodder – Eine Familie zum Knutschen (Flodder)
- 1988: Het Twentsch paradijs (Fernsehfilm)
- 1988: Verfluchtes Amsterdam (Amsterdamned)
- 1988: Mein Leben mit Anne Frank (The Attic: The Hiding of Anne Frank, Fernsehfilm)
- 1990: Im Schatten der Sandburg (In the Shadow of the Sandcastle)
- 1991: Die unanständige Frau (De Onfatsoenlijke vrouw)
- 1991: Oh Boy!
- 1991: Zockerexpress
- 1992: Sjans (Fernsehserie)
- 1992: Flodder – Eine Familie zum Knutschen in Manhattan (Flodder in Amerika!)
- 1992: Auge in Auge (Oog in oog, Fernsehserie)
- 1993: Hoffmans Hunger (Hoffman's honger)
- 1995: De Partizanen (Fernsehserie)
- 1995: Walhalla
- 1996: Tony, de Zeemeerman
- 1996: Dying to Go Home (Mortinho por Chegar a Casa)
- 1996: Stockinger (Fernsehserie)
- 1997: Knockin’ on Heaven’s Door
- 1997: Der Schutzengel (Fernsehfilm)
- 1997: Windkracht 10 (Fernsehserie)
- 1998: Eine ungehorsame Frau (Fernsehfilm)
- 1998: Widows – Erst die Ehe, dann das Vergnügen
- 1998: Kai Rabe gegen die Vatikankiller
- 1998: Hauptsache Leben (Fernsehfilm)
- 1998: Die Neue – Eine Frau mit Kaliber (Fernsehserie)
- 1998: Flodder (Fernsehserie, Folge 5x06 Egotrip)
- 1999: Retour Den Haag (Fernsehfilm)
- 1999: Late Show
- 1999: De Zeven deugden (Fernsehserie)
- 1999: Ein starkes Team – Braunauge (Fernsehserie)
- 1999: Tatort – Offene Rechnung (Fernsehreihe)
- 2000: In goede aarde: Yesterday (Fernsehfilm)
- 2000: Rent a Friend
- 2000: Oh oh Den Haag (Fernsehserie)
- 2000: Auf schmalem Grat (Fernsehfilm)
- 2001: Dial 9 for Love
- 2001: Loenatik (Fernsehserie)
- 2001: De Nacht van Aalbers (Fernsehfilm)
- 2001: Het Achterland (Fernsehfilm)
- 2001: Auf Herz und Nieren
- 2002: 'n stukje humor
- 2002: De Vloer op (Fernsehserie)
- 2002: Das Duo – Im falschen Leben (Fernsehserie)
- 2003: Godforsaken (Van God Los)
- 2003: Das Meer der Stille (Verder dan de maan)
- 2003: Klem in de draaideur
- 2000–2003: Wet & Waan (Fernsehserie)
- 2004: Die andere Frau (Fernsehfilm)
- 2004: The Preacher (De Dominee)
- 2005: Das beste Jahr meines Lebens (Fernsehfilm)
- 2005: Johan
- 2005: Oberon (Fernsehserie)
- 2005: Sperling (Fernsehserie)
- 2006: M.E.T.R.O. – Ein Team auf Leben und Tod (Fernsehserie)
- 2006: Unter Verdacht (Fernsehreihe)
- 2007: Verrückt nach Clara (Fernsehserie)
- 2007: Donna Roma (Fernsehserie)
- 2007: Sextet
- 2007: Flikken Maastricht (Fernsehserie)
- 2007/2008: Alarm für Cobra 11 – Die Autobahnpolizei (Fernsehserie, Folgen Unter Feinden und Auf eigene Faust)
- 2006–2008: SOKO Kitzbühel (Fernsehserie)
- 2008: Mein Herz in Chile (Fernsehfilm)
- 2009: De nachtmerrie van Ina Post (Fernsehfilm)
- 2010: Ken Folletts Eisfieber (Fernsehfilm)
- 2010: Saint (Sint)
- 2013: Hemel op aarde
- 2021: Ferry
- 2023: Eén grote familie